# Двірник Віктор Геннадійович
Віктор Геннадійович Двірник (нар. 28 лютого 1969, Київ, УРСР) — український футболіст, нападник та півзахисник.

## Кар'єра гравця

### Ранні роки
Народився в Києві. Вихованець столичної дитячо-юнацької школи олімпійського резерву «Динамо», перший тренер — Володимир Онищенко. Дорослу футбольну кар'єру розпочав у 1986 році в складі дубля київського «Динамо», через надзвичайно високу конкуренцію в другій команді «динамівців» основним гравцем стати не зумів. Там же проходив і військову службу, у 1989 році, за 3 місяці до демобілізації, був «переведений» у білоцерківське «Динамо» (БЦ), яке виступало в Другій союзній лізі. У цьому турнірі відіграв 10 матчів. А вже через місяць після завершення військової служби перейшов до іншого друголігового клубу, миколаївського «Суднобудівника».

### Виступи в Чехії та Словаччині
На початку 1990 року, по завершенні зимових кримських зборів «Суднобудівника», за допомогою Михайла Комана отримав запрошення від чехословацького «Хемлона». А вже в лютому був «зарахований» до складу команди з Гуменного. У команді на той час вже виступав інший вихованець київського «Динамо», Юрій Махіня. Головний тренер «Хемлона» довіряв Віктору, але перевів його з позиції півзахисника у напад команди. У перших 8-ми матчах «Гуменного» Двірник відзначився 6-ма голами, після чого його контракт викупив братиславський «Інтер Словнафт». З 1992 по 1994 рік виступав у празькій «Спарті», був гравцем групи основи. У 1993 році отримав серйозну травму шийних хребців, через що пропустив фінал останній в історії фінал кубку Чехословаччини, в якому «Спартак» з рахунком 1:5 поступився «Кошицям». Під час виступів за празький клуб Віктором цікавилися клуби з Бельгії та Франції, але домовитися про трансфер українця зі «Спарти» вони так і не зуміли. З 1994 по 1995 рік виступав за інший празький клуб, «Богеміанс 1905».

### Вояж до Греції
У 1996 році перейшов до складу середняка грецького футболу, клубу «Лариса». У складі греків зіграв 13 матчів та відзначився 1 голом. Проте вже незабаром у греків розпочалися фінансові проблеми. Віктор залишив команду та почав судитися з командою щодо невиконання клубом контрактних зобов'язань. Суд українець виграв, але грецький клуб борги не виплатив, адже пішов по процедурі банкрутства. Проте вже через деякий час команда з «Ларіси» вже під іншою юридичною адресою відновила свою діяльність.

### Повернення до Чехії та завершення кар'єри в Хорватії
Для отримання стабільної ігрової практики під час судової справи з «Ларісою» повернувся до Чехії, де знову захищав кольори клубу «Богеміанс 1905». У 1997 році покинув столичний клуб та перейшов до скромного нижчолігового клубу «Чеський Брод». Клуб базувався на відстані 10 кілометрів від Праги. Разом з командою дійшов до 1/16 фіналу Кубка Чехії, де «Чеський Брод» програв клубу «Яблонець» у серії післяматчевих пенальті.
У 1998 році перейшов до клубу «Младост-127» з Першої хорватської ліги, кольори якого захищав до 1999 року. З 1999 по 2000 рік виступав у клубі «Істра». Набравши гарну форму отримав пропозицію відправитися на перегляд до донецького «Металурга», пройшов з командою збори на Кіпрі, але керівництво донецького клубу вирішило не підписувати контракт з Двірником. У цей період Віктора почали турбувати пахові кільця, які він все ж зумів вилікувати. Проте через деякий період українця почали турбувати інші травми. Лікарі порадили завершити кар'єру. Незважаючи на прохання президента «Істри» у віці 31 року Віктор Двірник вирішив завершити кар'єру футболіста.

## Кар'єра футбольного агента
По завершенні кар'єри гравця залишився в футболі. Розпочав працювати скаутом чеської компанії MLM Sport Management, працівники якої знаходяться в тому числі й у Німеччині, Бельгії, Іспанії, Франції. Віктор представляв інтереси цієї компанії в Україні. Допомагав компанії ALIK Football Management оформити перехід Юрія Коломойця в угорський МТК.

## Досягнення
- Чемпіонат Чехословаччини
  -  Чемпіон (1): 1992/93

- Кубок Чехословаччини
  -  Фіналіст (3): 1993

- Перша чеська футбольна ліга
  -  Чемпіон (2): 1993/94, 1994/95

- Кубок Чехії
  -  Володар (1): 1994